# 西宮事件

事件が発生した兵庫県西宮市の位置

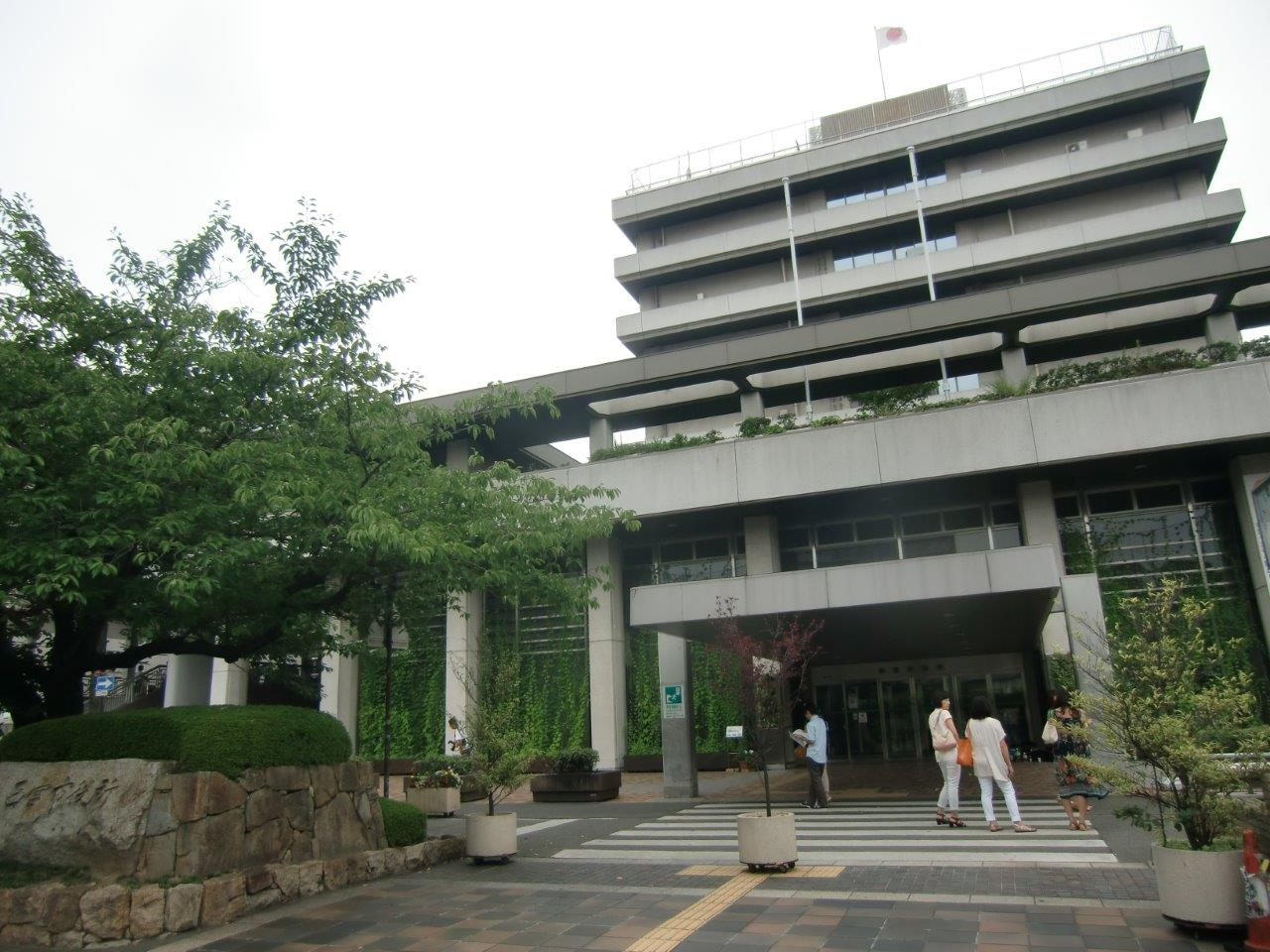
監禁暴行事件の現場となった西宮市役所

西宮事件（にしのみやじけん）とは、部落解放同盟兵庫県連合会が1973年に兵庫県西宮市で起こした暴力事件である。西宮市役所占拠事件、西宮市役所不法占拠事件とも呼ばれる。

## 概要
兵庫県における部落解放運動は、戦後長らく統一組織を持たなかった。しかし、尼崎市の今北支部、西宮市の芦原支部、神戸市の番町支部、宝塚市の米谷支部ならびに西蔵人支部が部落解放同盟兵庫県支部連絡協議会を結成し、この協議会が1973年5月に部落解放同盟中央本部と直結することになった。
1973年、自民党県政のもとで部落解放同盟兵庫県連合会が誕生し、窓口一本化を求めて同年9月中旬から西宮市庁舎を約200日間にわたり占拠、市の幹部を監禁暴行した。大量の外人部隊も投入されたが、60年綱領の立場をもつ芦原支部らの抵抗で最終的に窓口一本化は実現しなかった。
このとき但馬からの動員に加わっていたのが部落解放同盟兵庫県連合会沢支部長のMであった。Mは西宮事件を通じて暴力糾弾を学び、その成果を南但馬で実践した。それが元津事件と八鹿高校事件であった。

### 部落解放同盟による自作自演
部落解放同盟は、但馬地方など兵庫県内各地から動員してきた被差別部落民を西宮市の芦原部落に入れ、「エッタのみなさん、ヨツのみなさん」と宣伝車で放送しながらデモをおこない、地元の被差別部落民を挑発していた。
これに対して、全解連の中西義雄は「これはまさに悪質な謀略の手口である。かれらが暴力を正当化するためにどんな破廉恥なこともあえてやる集団であるということをしめしている。朝田派こそ、"部落解放"を口にしながら、暴力で部落住民にたいする恐怖心をあおりたてて差別を助長する、差別者集団なのだ」と批判した。